# منظمة الخدمات الإدارية
منظمة الخدمات الإدارية هي منظمة تقدم حلولا خارجية لتلبية الاحتياجات الإدارية واحتياجات الموارد البشرية للعميل مع احتفاظ العميل بجميع المخاطر والمسؤوليات المتعلقة بالتوظيف. تم إنشاء مصطلح منظمة الخدمات الإدارية من قبل منظمة صاحب العمل المحترف في أواخر التسعينيات من أجل التمييز بين الدعم الإداري الانتقائي وخدمات منظمة صاحب العمل المحترف واسعة النطاق. يتمثل الاختلاف الرئيسي بين نوعي الخدمة في أنه في منظمة الخدمات الإدارية يظل صاحب العمل هو صاحب العمل المسجل للأغراض الضريبية. في النهاية مع هذا الهيكل تتم إيداعات الضرائب والتأمين من خلال الشركة الإدارية ولكن تحت رقم تعريف صاحب العمل الخاص بشركة العميل. تظل جميع سياسات بيان الأجور والضرائب وتعويضات العمال من مسؤولية صاحب العمل وليس الشركة الإدارية.
بعض الخدمات الإدارية الأكثر شيوعا المقدمة هي معالجة كشوف المرتبات وإدارة كشوف المرتبات وإدارة المزايا ومزايا الشركات.
تشمل خدمات كشوف المرتبات - معالجة بيان الأجور والضرائب وخدمات الإيداع الضريبي والإيداع المباشر وحجز الأجور وتقارير التأجير الجديدة والتقارير القياسية والمخصصة ونظام معلومات الموارد البشرية وتقارير المصروفات ووقت الموظف والحضور وبطاقات الرواتب والدفع الفوري للموظفين والإدارة ومراقبة تكاليف البطالة.
تشمل إدارة المزايا - إدارة تسوية الميزانية الشامل وحساب السداد الصحي وحساب التوفير الصحي وحساب الإنفاق المرن وخطط العبور قبل الضرائب ودفع الفواتير / تسوية الأقساط وتسجيل المزايا.
تشمل مزايا الشركة - تنظيم / التفاوض بشأن التأمين الصحي ومجموعة طب الأسنان والأمراض المنقولة جنسيا والحياة، إلخ.

## الفوائد
لا يمكن قياس فوائد منظمة الخدمات الإدارية بسهولة. تقوم الشركات الإدارية التي تؤدي واجبات منظمة الخدمات الإدارية من الناحية النظرية بتوفير الوقت والمال لأصحاب الأعمال من خلال وفورات الحجم. بعض الشركات وخاصة الشركات الصغيرة أو الشركات المبتدئة ليست مستعدة للواجبات الإدارية المرتبطة بإدارة الأعمال التجارية. عادة ما تقتصر معرفة وقدرات الشركات الصغيرة والمتوسطة على الخبرة المهنية وليس الخبرة القانونية أو الإدارية.
تتمثل إحدى أهم مزايا استخدام منظمة الخدمات الإدارية في الفوائد من تقنيات توفير التكاليف وقدرات المساومة التي يمكن أن توفرها منظمة الخدمات الإدارية نظرا لعدد موظفيها الكبير من القوى العاملة.
تم تصميم منظمة الخدمات الإدارية للشركات الكبيرة التي تحتاج إلى الوظائف الفعلية لكشوف الرواتب وتعويضات العمال ومزايا الصحة والعافية ودعم الموارد البشرية والخدمات المقدمة لهم. عادة ما تجد الشركات التي يزيد عدد موظفيها عن 100 موظف قيمة في نموذج منظمة الخدمات الإدارية. على الرغم من أن نماذج أعمال منظمة الخدمات الإدارية ومنظمة صاحب العمل المحترف متشابهة إلى حد ما إلا أن منظمة الخدمات الإدارية لا تشمل التوظيف المشترك.